# Fernando Mason
Dom Frei Fernando Mason OFM Conv (Loreggia, 21 de janeiro de 1945) é um religioso italiano radicado no Brasil. Foi o primeiro bispo de Caraguatatuba e o quinto bispo de Piracicaba.